# شیخ‌الرئیس افسر
شاهزاده محمدهاشم میرزا (۱۴ دی ۱۲۵۸ سبزوار – ۱۸ شهریور ۱۳۱۹ تهران)، ملقب به شیخ‌الرئیس و متخلص به افسر، ادیب، شاعر، و نمایندهٔ ادوار دوم تا نهم مجلس شورای ملی بود. کلمه آموزشگاه را او ابداع و وارد زبان فارسی کرد.

## تحصیلات
پدرش نورالله میرزا پسر محمدهاشم میرزا پسر محمدرضا میرزا پسر فتحعلی‌شاه قاجار بود. نورالله میرزا معمم، مکبر، دیپلمهٔ دارالفنون و آشنا به زبان فرانسه بود. محمدهاشم میرزا مقدمات علم را نزد او آموخت و تحصیلات قدیم را نزد استادانی چون محمداسماعیل افتخارالحکماء، حاج میرزا حسن حکیم (داماد حاج ملا هادی سبزواری) و حاجی میرزا حسین سبزواری فرا گرفت.

## زندگی سیاسی
محمدهاشم میرزا که از پیشگامان مبارزه با استبداد قاجاریان بود، از بیست‌سالگی به فعالیت‌های فرهنگی و بیدارسازی مردم پرداخت. در ۱۲۸۱ به دلیل انتقاد از حاکمان مستبد، ابتدا به مشهد و سپس به نیشابور تبعید شد. در ۱۲۸۳ در آستانهٔ انقلاب مشروطیت از ایران اخراج شد و به‌ناچار در عشق‌آباد اقامت گزید. پس از به ثمر رسیدن انقلاب مشروطیت به خراسان ایران بازگشت و برای افزایش آگاهی عمومی تلاش کرد. او مدتی در زمرهٔ آزادی‌خواهان فرقهٔ دموکرات بود.
در ۱۲۸۸ به نمایندگی از حوزهٔ انتخابیهٔ سبزوار به دورهٔ دوم مجلس شورای ملی راه یافت. پس از خاتمهٔ مجلس دوم و فترتی که پس از آن روی داد، به سمت ریاست معارف و اوقاف خراسان رسید. در دورهٔ سوم از حوزهٔ انتخابیهٔ نیشابور به مجلس رفت و پس از خاتمهٔ مجلس سوم و فترت بعد از آن در عدلیه به کار قضا مشغول شد و سمت مدعی‌العموم استیناف را احراز کرد. او پس از درگذشت ابوالحسن میرزا شیخ‌الرئیس، از طرف احمدشاه قاجار، شیخ‌الرئیس لقب گرفت.
محمدهاشم میرزا از مخالفان کودتای ۳ اسفند ۱۲۹۹ و کابینهٔ سید ضیاءالدین طباطبایی بود و پس از سقوط این کابینه از حوزهٔ انتخابیهٔ مشهد به دوره چهارم مجلس شورای ملی رفت. افسر از ابتدا در حلقهٔ دوستان عبدالحسین تیمورتاش قرار داشت. تیمورتاش که از روسیه به خراسان بازگشت، از جانب پدر حاکم جوین شد. افسر در رکاب او در آمد و به او ادبیات فارسی آموخت و او را دلبستهٔ شعر و ادب فارسی کرد. وصلت هر دو با خانوادهٔ نیرالدوله، حاکم خراسان، به دوستی‌شان عمق بخشید.
در مجلس پنجم، افسر بار دیگر نماینده سبزوار شد. او از امضاکنندگان مادهٔ واحده‌ای بود که در نهم آبان ۱۳۰۴ سلطنت قاجار را برانداخت. در مجلس مؤسسان اول نیز به نمایندگی از مردم سبزوار حضور یافت و به تغییر قانون اساسی و استقرار پهلوی رأی داد.
افسر پس از آن تا دورهٔ نهم کرسی وکالت سبزوار را حفظ کرد  و در ادوار هفتم، هشتم و نهم نایب‌رئیس مجلس بود. او در مجلس سریع و به لهجهٔ سبزواری حرف می‌زد و فهم سخنش دشوار بود؛ به همین دلیل، روزنامهٔ ناهید به او لقب چلچلةالوکلا داده بود.
| انتخابات                 | سال  | حوزهٔ انتخابیه | آرا    | کل آرا | نتیجه | منبع   |
| ------------------------ | ---- | ------------- | ------ | ------ | ----- | ------ |
| دور دوم مجلس شورای ملی   | ۱۲۸۵ | سبزوار        |        |        | برنده |        |
| دور سوم مجلس شورای ملی   | ۱۲۹۳ | نیشابور       | ۶٬۰۴۲  |        | برنده | [ ۱ ]  |
| دور چهارم مجلس شورای ملی | ۱۳۰۰ | مشهد          | ۲۳٬۳۹۱ | ۳۳٬۷۵۶ | برنده | [ ۵ ]  |
| دور پنجم مجلس شورای ملی  | ۱۳۰۲ | سبزوار        | ۹٬۸۶۵  | ۱۵٬۲۰۴ | برنده | [ ۶ ]  |
| مجلس مؤسسان اول          | ۱۳۰۴ | سبزوار        | ۱٬۹۳۱  |        | برنده | [ ۱ ]  |
| دور ششم مجلس شورای ملی   | ۱۳۰۵ | سبزوار        | ۱۹٬۳۵۱ | ۲۲٬۷۶۱ | برنده | [ ۷ ]  |
| دور هفتم مجلس شورای ملی  | ۱۳۰۷ | سبزوار        | ۱۷٬۷۵۸ | ۱۹٬۴۰۸ | برنده | [ ۸ ]  |
| دور هشتم مجلس شورای ملی  | ۱۳۰۹ | سبزوار        | ۲۱٬۱۰۹ | ۲۱٬۹۲۷ | برنده | [ ۹ ]  |
| دور نهم مجلس شورای ملی   | ۱۳۱۱ | سبزوار        | ۲۲٬۳۴۳ | ۲۳٬۱۹۴ | برنده | [ ۱۰ ] |

## فعالیت ادبی
شیخ‌الرئیس افسر شاعری توانا بود و از جوانی شعر می‌گفت. بیشتر اشعارش کوتاه و در قالب قطعه و رباعی با مضامین اجتماعی و تعلیمی، روان و بدور از تکلف است؛ عناصر شاعرانه کمتر دارد و بیشتر به نظم می‌ماند تا شعر حقیقی در معنای آفرینش هنری. 
افسر مدتی ریاست انجمن ادبی ایران را بر عهده داشت که خود از نخستین اعضای مؤثرش بود و تا زمانی که زنده بود، جلسات انجمن ادبی به مدت هفده سال در منزل شخصی‌اش برگزار می‌شد. کلیات اشعار افسر شامل ۴ هزار بیت به کوشش عبدالرحمان پارسا در ۱۳۲۱ چاپ شد. محمدتقی بهار دربارهٔ او چنین سروده است: «قطعه‌های افسر از روی یقین – هست طرز قطعهٔ ابن یمین – لیک محدود است این» او سرایندهٔ سرود شاهنشاهی ایران است.
کامل ترین و مستند ترین  شرح حال سیاسی و ادبی افسر به قلم  سید حسن امین رییس انجمن ادبی ایران که پدربزرگش امین الشریعه سبزواری از دوستان و همردیفان وی در جنبش مشروطه بوده است در مرداد ۱۳۸۹ در ماهنامه ی پژوهشی حافظ چاپ شده است.

## ابداع کلمه آموزشگاه
در ۲۹ بهمن ۱۳۱۲ علی‌اصغر حکمت کفیل (سرپرست) وزارت معارف لایحه‌ای در مجلس شورای ملی (دوره نهم) به شور گذاشت تا برای برپایی ۲۵ «دارالمعلمین و دارالمعلمات» در سراسر کشور بودجه تأمین کند. در همان جلسه، محمدهاشم میرزا پیشنهاد داد که به جای دارالمعلمین و دارالمعلمات، کلمه آموزشگاه به کار رود که هم فارسی است و هم آسان. پیشنهاد او با مخالفت نمایندگان روبرو شد. مثلا دکتر طاهری نماینده یزد گفت که آموزشگاه کار را سخت تر می‌کند چون باید به جای دارالمعلمین بگوییم آموزشگاه مردانه و به جای دارالمعلمات، آموزشگاه زنانه. شاهزاده افسر به او پاسخ داد که زبان فارسی مانند عربی مذکر و مونث ندارد و آموزشگاه برای هر دو نوع دارالمعلمین بدون هیچ پسوندی می تواند به کار رود. سرانجام پیشنهاد شاهزاده افسر رأی نیاورد. 
لایحه پس از شور اول به کمیسیون معارف رفت که هم افسر در آن عضو بود و هم دکتر طاهری. در کمیسیون، اغلب اعضا کلمه آموزشگاه را پسندیدند و تصمیم گرفتند آن را در لایحه بگنجانند و بار دیگر به رأی مجلس بگذارند. اما باز هم در شور دوم با آموزشگاه مخالفت شد. اسماعیل عراقی نماینده اراک گفت: 

«فارسى‌ تر از غالب نقاط ایران، شیراز، یزد و کرمان است. یعنى بیشتر لغات فارسى در آنجاها معمول و متداول است. بنده یقین قطعى دارم که اگر در قسمت دهات شیراز و کرمان بگوییم ‌آموزشگاه کجاست، آنها نمی‌ دانند که این ‌آموزشگاه چیست؟ کجاست؟ میوه است؟ خوراکى است؟ چه چیز است و نمی‌ فهمند». 

گرچه واژه آموزشگاه در آن تاریخ بر زمین ماند و به کار نرفت اما چند سال بعد استفاده شد و در زبان فارسی جا افتاد.

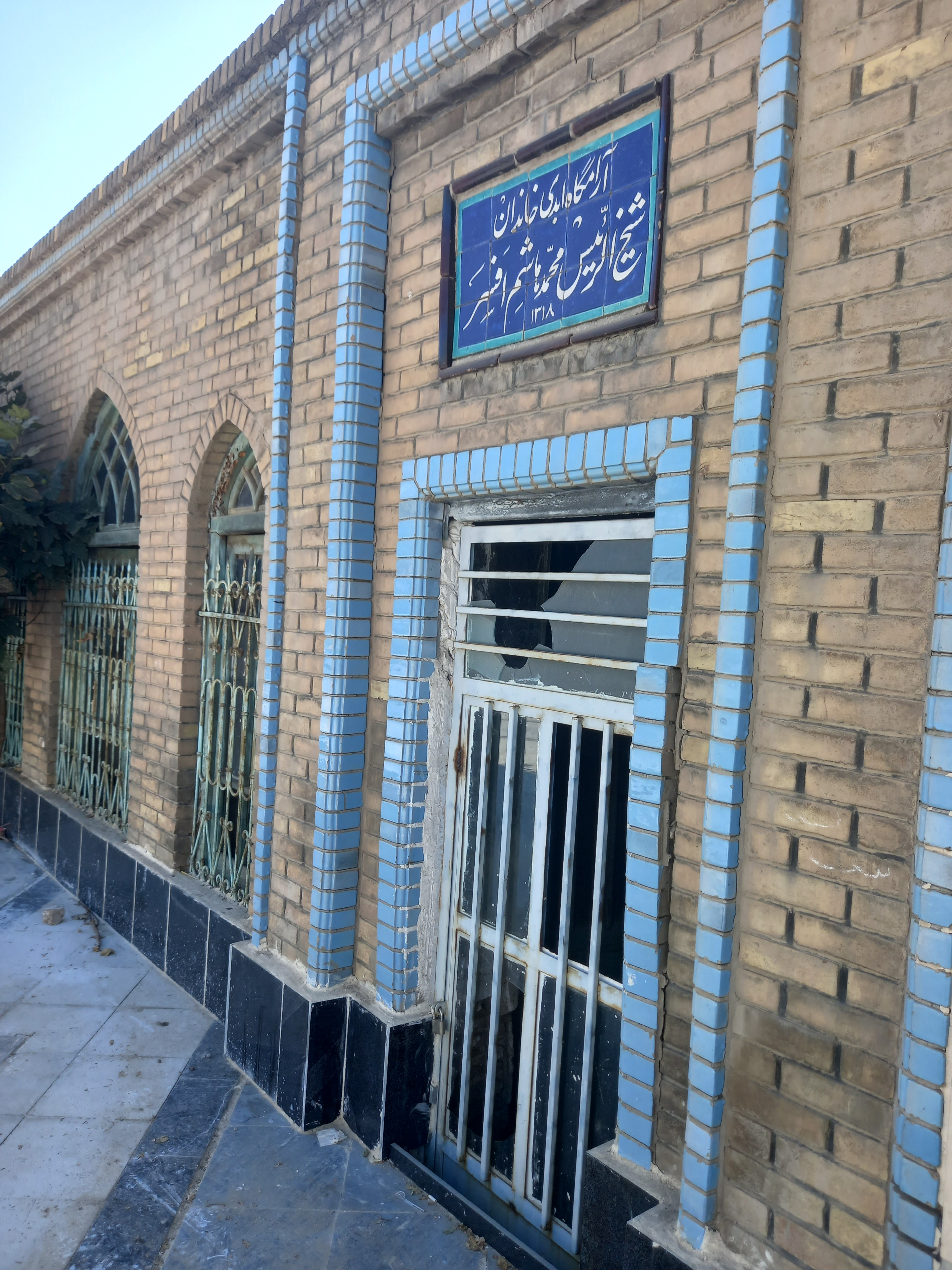
آرامگاه خانوادگی شیخ الرئیس افسر در امامزداده عبد الله شهر ری

## درگذشت
محمدهاشم میرزا افسر که در اواخر عمر به بیماری قند مبتلا شده بود، در ۱۸ شهریور ۱۳۱۹ بر اثر سکتهٔ قلبی در تهران درگذشت. آرامگاهش در امامزاده عبدالله شهرری است.